# Bazyli Sołtyk
Bazyli Sołtyk herbu własnego – podczaszy czernihowski w latach 1635–1659, podczaszy nowogrodzkosiewierski w latach 1633–1635,  dworzanin królewski w 1634 roku.
Był protegowanym Władysława IV Wazy.
Pochodził z państwa moskiewskiego. Uzyskał indygenat około 1619 roku, jego szlachectwo podane zostało w wątpliwość przez sejmik czernihowski z inicjatywy Adama Kisiela w 1637 roku, potwierdzenie szlachectwa przez ten sam sejmik w 1640 roku. Był wyznawcą prawosławia, członkiem mohylewskiego bractwa stauropigialnego (po 1634 roku), około 1637 roku możliwe przejście na katolicyzm.
Uczestnik wojny moskiewskiej 1609-1618, podczas wojny smoleńskiej stawił poczet do nadwornej chorągwi Władysława IV (w 1634 roku).
Poseł na sejm 1638 roku z województwa smoleńskiego.